# Gateway Arena
Gateway Arena är en inomhusarena inne i komplexet Tyson Events Center i den amerikanska staden Sioux City i delstaten Iowa. Den har en publikkapacitet på mellan 6 731 och 10 000 åskådare beroende på arrangemang. Inomhusarenan började byggas den 30 april 2002 och öppnades den 17 december 2003. Gateway används primärt av ishockeylaget Sioux City Musketeers i United States Hockey League (USHL).